# 吉祥福慧寺
吉祥福慧寺是位于中国内蒙古自治区伊金霍洛旗札萨克镇门克庆嘎查的藏传佛教格鲁派寺院。

## 历史
该寺建于1736年，是第九世乌兰葛根在家乡鄂尔多斯兴建的家庙。六世班禅赴北京谒见清朝乾隆帝，途经鄂尔多斯时，为该寺赐名“吉祥福慧寺”。因为历史原因，该寺曾迁到毛德图，后又迁到内蒙古伊金霍洛旗的现址。1966年，在文化大革命中，该寺被全部拆除，成为一片废墟。
1990年至1998年，经内蒙古自治区人民政府批准，该寺由第十一世乌兰葛根筹资200万元人民币重建，于1998年5月18日举行了重建落成开光大典，在该寺原址建葛根商一院，正殿三间，两边各建三间小殿，总占地面积4000平方米，建筑面积2000多平方米。2010年代初，有喇嘛40名。
2002年，该寺被评为国家AA级旅游景区。
每年该寺均举办法会，主要有：
- 农历正月初一至十八：年初祭祀；
- 农历四月初八至十八：玛尼法会；
- 农历五月二十五至六月初八：查穆会；
- 农历七月初五至十一：祭祀法会；
- 农历九月二十至二十三：天降节；
- 农历十月二十至二十七的点灯节；
- 农历十二月二十四至初一：年末祭典。

## 建筑
该寺建筑有大经殿、藏经殿、灵光殿、活佛住宅、客房、九座塔林等等。寺内还珍藏有一部《甘珠尔》，一部《丹珠尔》。